# (4239) Goodman
(4239) Goodman (1980 OE) – planetoida z pasa głównego asteroid okrążająca Słońce w ciągu 3 lat i 76 dni w średniej odległości 2,17 j.a. Została odkryta 17 lipca 1980 roku.